# Норенко Валерій Миколайович
Норе́нко Вале́рій Микола́йович — майор[джерело?] Збройних сил України.

## Нагороди
За особисту мужність і високий професіоналізм, виявлені у захисті державного суверенітету та територіальної цілісності України, вірність військовій присязі, відзначений — нагороджений
- орденом Богдана Хмельницького III ступеня (31.7.2015)
- Відзнакою Міністра оборони України «За військову доблесть»